# Maglód
Maglód est une ville du comitat de Pest, en Hongrie.

## Villes jumelées
- Lueta (Roumanie)
- Mýtne Ludany (Slovaquie)